# Heiko Kolt
Heiko Kolt (Warschau, 8 juli 1902 - Brugge, 2 oktober 1977) was een beroemde balletdanser, choreograaf en regisseur die uit het Oostblok naar Vlaanderen gevlucht was. Hij was de zoon van een Estse moeder en een Russische vader.
Heiko Kolt was voornamelijk choreograaf en regisseur van stoeten. Daarnaast bracht hij een nieuwe choreografische stijl in het traditionele vlaggenspel. In Vlaanderen gaf hij deze nieuwe impuls vooral bij de groepen Thor en Incar Dansspektakel.